# Mydaea ancilloides
Mydaea ancilloides är en tvåvingeart som beskrevs av Xue 1992. Mydaea ancilloides ingår i släktet Mydaea och familjen husflugor.
Artens utbredningsområde är Liaoning (Kina). Inga underarter finns listade i Catalogue of Life.